# Clavulina amethystina
Clavulina amethystina (Bull.) Donk, 1933 è un fungo basidiomicete appartenente alla famiglia Clavulinaceae.

## Descrizione
Può raggiungere gli 8 cm di altezza.

## Commestibilità
Non commestibile.

## Tassonomia

### Sinonimi e binomi obsoleti
- Clavaria amethystina Bull. [as 'amethystea'], Herb. Fr.: tab. 496, fig. 2 (1780)
- Ramaria amethystina (Bull.) Gray, Nat. Arr. Brit. Pl. (London) 1: 655 (1821)

### Specie simili
- Clavulinopsis corniculata, gialla e non viola ma simile.